# Stig Rundqvist
Stig Olov Rundqvist, född 19 januari 1929 i Uppsala, död där (i Gottsunda distrikt) 19 april 2020, var en svensk kemist.
Rundqvist avlade filosofisk ämbetsexamen 1953. Han disputerade 1962 vid Uppsala universitet , där han var forskarassistent 1961–1967. Rundqvist återvände dit efter ett mellanspel som extra ordinarie forskare vid Statens naturvetenskapliga forskningsråd 1967–1969 som extra professor i oorganisk kemi 1969–1981 och professor i fasta tillståndets kemi 1981–1993. Han var ledamot av Vetenskapssocieteten i Uppsala och blev 1985 ledamot av Vetenskapsakademien. Rundqvist är gravsatt i minneslunden på Uppsala gamla kyrkogård.